# Fiat Aegea
Le Progetto Fiat Ægea (Tipo 356) est un projet lancé en 2014 par le groupe automobile FCA, et supervisé par des ingénieurs du groupe FCA-Italy et Tofaş Ce projet concerne le développement d'une toute nouvelle gamme d'automobiles de segment C, conçue pour répondre aux exigences variées du marché EMEA (Europe, Moyen-Orient et Afrique). 
Le premier modèle issu de ce projet est la berline tri-corps Fiat Egea qui prend l'appellation de Fiat Tipo en dehors de la Turquie, présentée en avant-première lors du Salon automobile d'Istanbul en mai 2015. Cette nouvelle Tipo sera en 2016 déclinée en une version break et une version 5 portes, qui succédera à la Fiat Bravo.

## Genèse du projet
En 2014, après 7 années infructueuses de carrière, la Fiat Bravo n'est plus commercialisée en Europe. Pour lui succéder, la direction de la marque envisage alors un temps de commercialiser en Europe les Fiat Viaggio et Fiat Ottimo. Mais ces dernières étant conçues pour répondre aux goûts asiatiques, ne permettraient pas à la marque italienne de faire des bénéfices sur un segment et un marché où elle est alors en difficulté. 
Parallèlement, il décidé par la direction de clarifier la marque Fiat, qui s'articulera désormais autour de 2 gammes : une gamme dite émotionnelle (représentée par la 500), et une gamme dite rationnelle (représentée par la Panda). L'objectif de la gamme rationnelle est de proposer des Fiat fonctionnelles, habitables, économiques, et au bon rapport qualité/prix, à l'image de la Fiat Tipo de 1988. Il est choisi pour remplacer la Fiat Bravo de développer une gamme de segment C s'inscrivant dans cette logique.

## Développement et production
Le projet Fiat Ægea (nommé en interne "Tipo 356"), se greffe en 2014 au projet de remplacement de la Fiat Linea, qui avait débuté en 2013. À cette berline tri-corps, s'ajoute au projet le développement de déclinaisons break et 5 portes. Plus de 2 000 personnes sont rassemblées pour ce projet.
La plateforme modulaire choisie est la Small-Wide de seconde génération, utilisée notamment par les récentes Fiat 500X, Jeep Renegade et Fiat 500L. La plateforme Compact-Wide de l'Alfa Romeo Giulietta ne fut pas retenue, car trop chère et non adaptée à la philosophie que Fiat souhaite pour son modèle. Les gammes de moteurs, simplifiées, se limiteront à deux blocs diesels, deux blocs essences et une motorisation GPL.

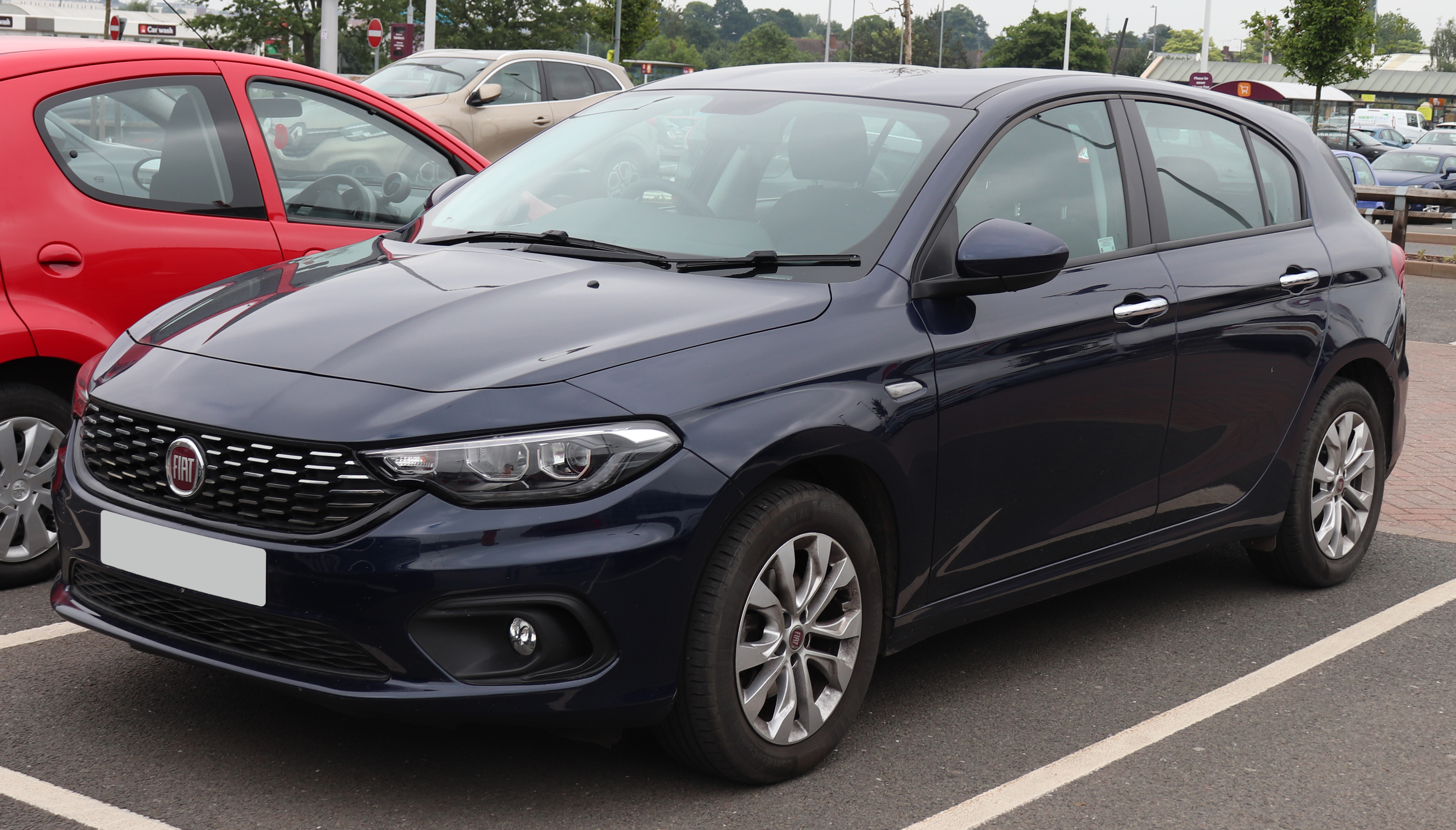
La version tricorps désigne la version 4 portes. En SW et 5 portes, les versions sont lancées en 2016.

Toujours dans une optique de rentabilité, il est choisi de délocaliser la production en Turquie dans l'usine Fiat-Tofaş de Bursa. L'usine reçoit alors un investissement colossal de près d'un milliard de dollars, dans le but de moderniser les lignes de production, et faire monter la capacité de l'usine à 400.000 exemplaires par an. Avant 2014, toutes les compactes Fiat étaient majoritairement assemblées en Italie à Cassino. Par ailleurs, le nom Ægea fait référence à la mer Égée, et permet de souligner l'importance de la Turquie dans le développement du projet supervisé par Fiat.

## Les aboutissements du projet

### Fiat Tipo - Fiat Egea
Le groupe Tofaş prend une place importante dans le développement de la berline tri-corps. La Fiat Linea étant un succès incontesté en Turquie, sa remplaçante y est donc présentée en avant-première en mai 2015 au Salon automobile d'Istanbul. Il s'agit de la Fiat Egea, la berline tri-corps du projet Ægea. Cette automobile prend l'appellation de Fiat Tipo en dehors de la Turquie.

#### Description et équipements
Le style de la voiture est harmonieux, chose rare pour une berline de ce segment. L'habitabilité de la voiture a été optimisée, si bien que 3 personnes peuvent voyager sur une large banquette arrière, et le coffre offre un volume important de 520 litres. Pour ce qui est de l'équipement, cette Fiat en propose le juste nécessaire : système de navigation UConnect, connectivité Bluetooth, port USB, régulateur de vitesse, activation automatique des feux et essuie-glaces, et le radar de recul. Cependant, des équipements pourtant présents sur ses concurrentes, tels que la climatisation bi-zone ou le régulateur de vitesse adaptatif, ne sont pas disponibles en 2015. 

#### Caractéristiques techniques
La Fiat Tipo (2016) mesure 4532 mm de longueur, 1792 mm de largeur, et 1497 mm de hauteur. L'offre diesel est composée d'un 1.3 MultiJet 95cv, et 1.6 MultiJet 120cv, ce dernier bloc pouvant être accouplé à une boite automatique à double embrayage à 6 rapports. L'offre de moteurs essences se limite au 1.4 Fire de 95cv, et 1.6 ETorq de 110cv (it), ce dernier bloc pouvant être accompagné d'une boite automatique à convertisseur de couple à 6 rapports. 

#### Commercialisation
La commercialisation sur le marché turc est effective dès sa mise en production, en octobre 2015. 
Le 12 octobre 2015, Fiat ressuscite l'appellation Tipo, et la Fiat Egea prend l'appellation de Fiat Tipo sur tous les marchés européens hors Turquie. La commercialisation de la Fiat Tipo (2016) a débuté le 11 novembre en Italie, puis à partir de 2016 pour les marchés d'Europe occidentale.

### Versions 5 portes et SW
La présentation des déclinaisons 5 portes et SW est attendue pour le Salon automobile de Genêve, en mars 2016.